# لورنتسو ماتوتی
لورنتسو ماتوتی (ایتالیایی: Lorenzo Mattotti؛ زادهٔ ۲۴ ژانویهٔ ۱۹۵۴) تصویرگر و کمیک‌ساز اهل ایتالیا است. آثارش در مجلاتی همچون کازموپولیتن، وگ، نیویورکر، لو موند و ونتی فر منتشر شده‌است.
ماتوتی برای رمان گرافیکی‌اش، دکتر جکیل و مستر هاید برندهٔ جایزه آیزنر شده‌است.